# Javianne Oliver
Javianne Oliver (Monroe, 26 de dezembro de 1994) é uma atleta estadunidense, medalhista olímpica.
Nos Jogos Olímpicos de Verão de 2020, conquistou a medalha de prata na prova de revezamento 4x100 metros feminino com o tempo de 41.45 segundos, ao lado de Teahna Daniels, Jenna Prandini, Gabrielle Thomas, English Gardner e Aleia Hobbs.